# Laelia cromptoni
Laelia cromptoni är en fjärilsart som beskrevs av Swinhoe 1903. Laelia cromptoni ingår i släktet Laelia och familjen tofsspinnare. Inga underarter finns listade i Catalogue of Life.